# Sant Martin de Var
Sant Martin de Var (en francès Saint-Martin-du-Var) és un municipi francès situat al departament dels Alps Marítims i a la regió de Provença – Alps – Costa Blava.

## Demografia
| 1962                                       | 1968  | 1975  | 1982  | 1990  | 1999   | 2006  |
| ------------------------------------------ | ----- | ----- | ----- | ----- | ------ | ----- |
| 1.072                                      | 1.180 | 1.318 | 1.528 | 1.869 | 2.1972 | 2.463 |
| Des de 1962: població sense dobles comptes |       |       |       |       |        |       |

## Administració
| Període   | Identitat         | Partit |
| --------- | ----------------- | ------ |
| 1977-1983 | François Zucca    |        |
| 1983-1995 | Michel Malausséna |        |
| 1995-2001 | Fernand Mélani    | PCF    |
| 2001-     | Hervé Paul        |        |